# Eva Justin

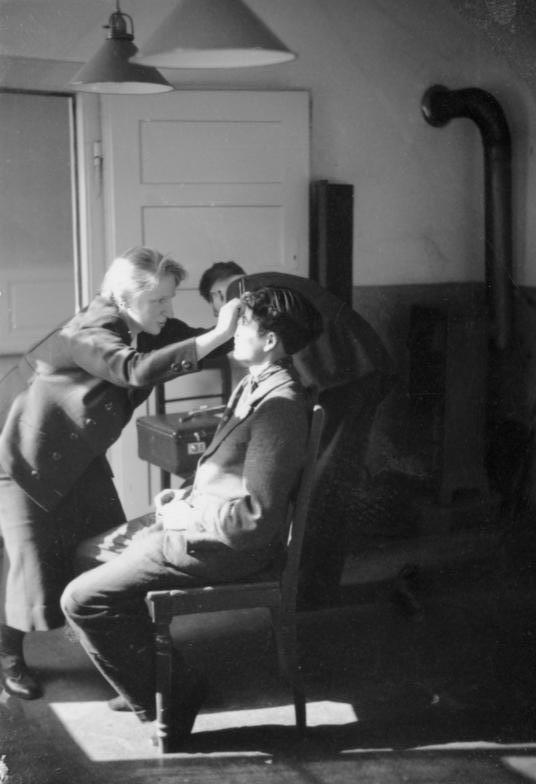
Eva Justin beim Vermessen eines Sinto für die Rassenhygienische Forschungsstelle in den Räumlichkeiten der Kripo Karlsruhe

Eva Hedwig Justin (* 23. August 1909 in Dresden; † 11. September 1966 in Offenbach am Main) war eine deutsche Rassenforscherin zur Zeit des Nationalsozialismus. Sie arbeitete unter Robert Ritter sowohl im Reichsgesundheitsministerium als auch nach 1948 im Gesundheitsamt der Stadt Frankfurt. Sie nahm Untersuchungen an Häftlingen in Jugendkonzentrationslagern vor und sorgte für deren Begutachtung. Mit Interventionen bei der Polizei trug sie zum Porajmos bei, dem Genozid an den als „Zigeuner“ kategorisierten europäischen Sinti, Jenischen und Roma.

## Leben

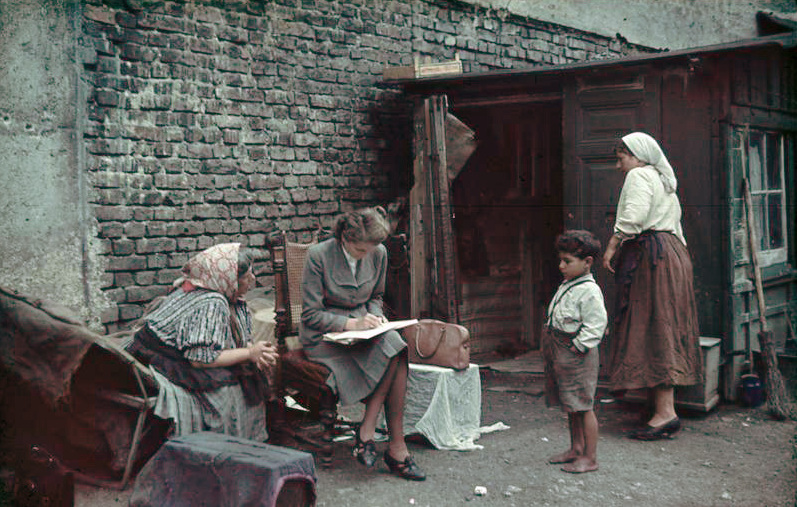
Eva Justin begutachtet im Rahmen ihrer Tätigkeit für die Rassenhygienische Forschungsstelle des Reichsgesundheitsamtes zwei alte Frauen und einen Jungen. Aufnahme von 1936.

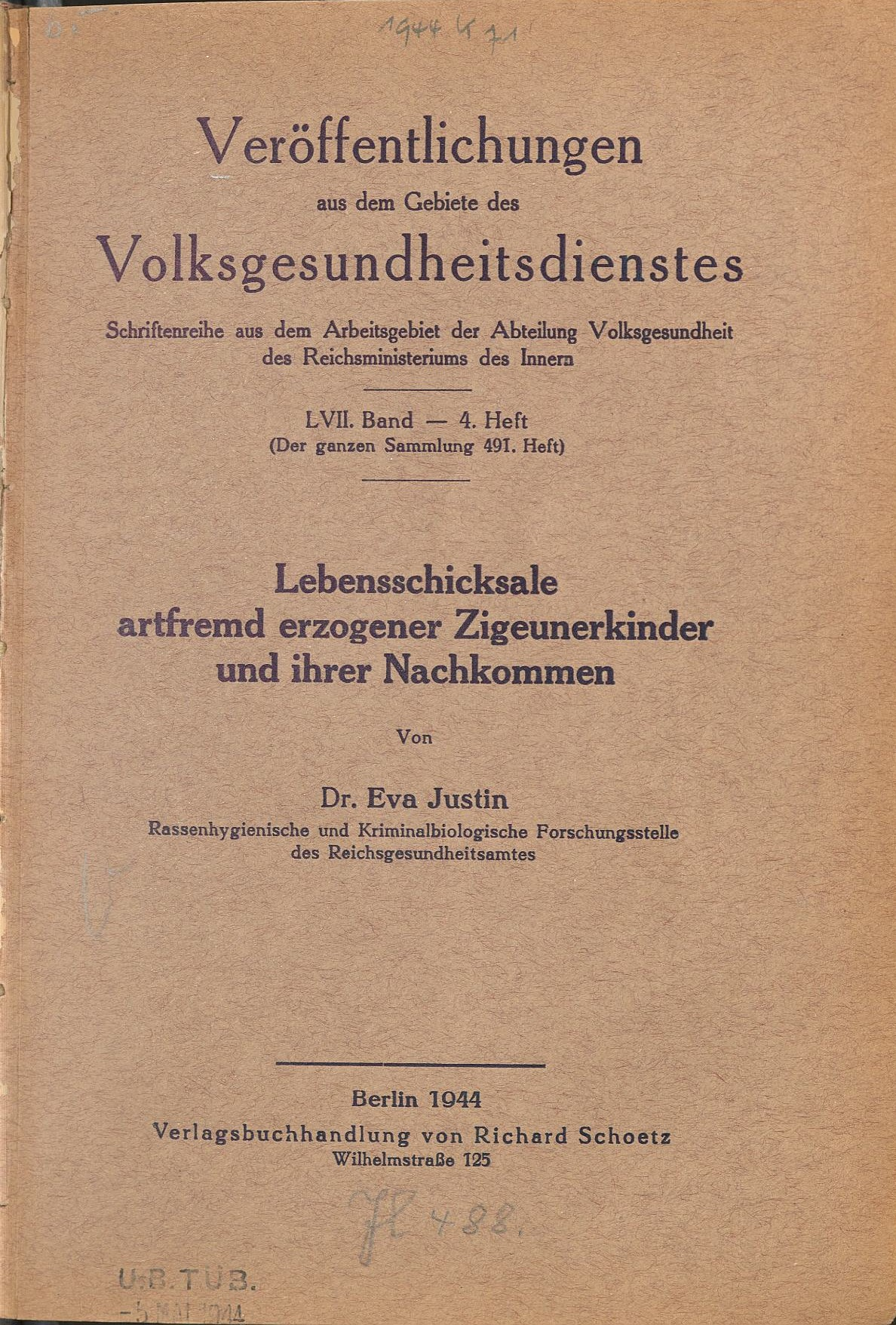
Lebensschicksale artfremd erzogener Zigeunerkinder und ihrer Nachkommen (1944)

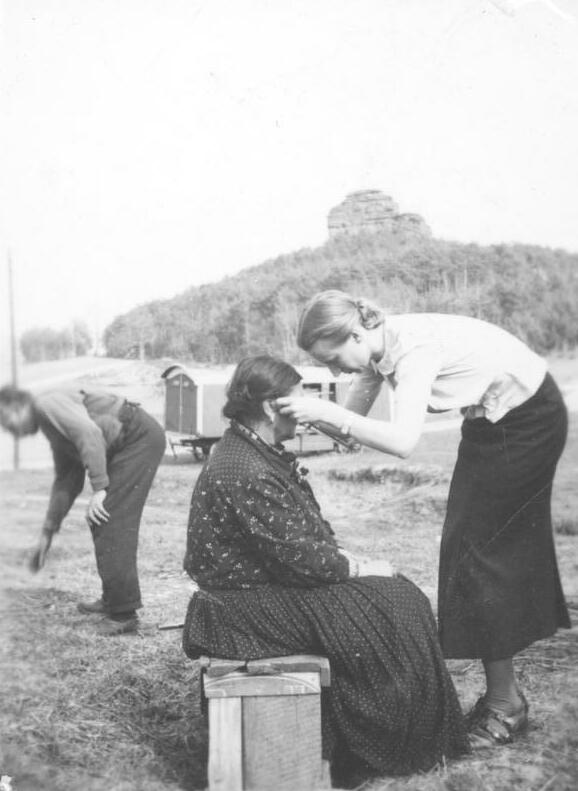
Eva Justin bei der „Feldforschung“ 1938 in Stein in der Pfalz. Diese Erhebungen flossen in die Rassegutachten ein.

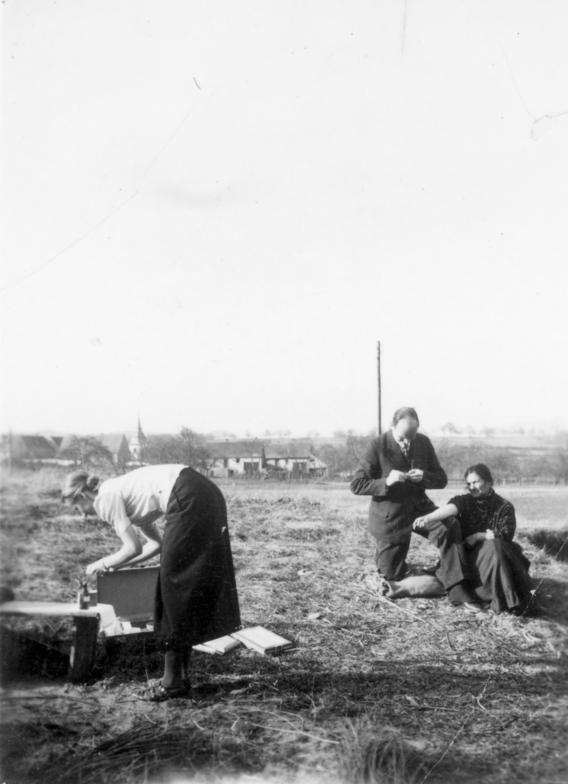
Eva Justin assistiert Ritter bei einer Blutabnahme, 1938 in Stein in der Pfalz.

Eva Justin wurde als Tochter des Reichsbahnbeamten Karl Justin und seiner Ehefrau Magarethe geb. Ebinger in Dresden geboren. Bereits 1925 wurde sie Mitglied im Jungdeutschen Orden.
Das Abitur machte sie 1933 im Alter von 24 Jahren am Luisenstift in Kötzschenbroda-Niederlößnitz. Ab 1934 nahm sie an einem Lehrgang für Krankenschwestern teil und wurde von Robert Ritter an die Universitätsnervenklinik in Tübingen geholt. Im Jahr 1936, als Ritter zum Leiter der „Rassenhygienischen und Bevölkerungsbiologischen Forschungsstelle im Reichsgesundheitsamt“ (RHF) berufen wurde, nahm er Justin mit und machte sie zu seiner Stellvertreterin. Sie immatrikulierte sich am 2. November 1937 an der Friedrich-Wilhelms-Universität zu Berlin.
Justin, die ein wenig Romanes beherrschte, erwarb sich das Vertrauen mancher Roma und Sinti, welches sie dann für rassehygienische Ziele ausnutzte. Bei den Insassen des Zwangslagers Berlin-Marzahn hatte sie wegen ihrer roten Haarfarbe den Beinamen Lolitschai (von loli ‚rot‘ und tschai ‚Mädchen‘). Zudem wurde sie zu den Dreharbeiten von Leni Riefenstahls Tiefland eingeladen, um ihre „Forschung“ an den dort zwangsrekrutierten Sinti- und Roma-Komparsen weiterzuführen.

### Promotion
Obwohl Justin nach acht Semestern des Studiums der Anthropologie, Erbpsychologie, Rassenhygiene, Kriminalbiologie und Völkerkunde an der Berliner Universität (u. a. bei Wolfgang Abel, Eugen Fischer, Kurt Gottschaldt und Fritz Lenz) nicht die nach der Promotionsordnung erforderlichen Voraussetzungen erfüllte, wurde ihr 1943 unter Umgehung der üblichen Formalien an der Mathematisch-Naturwissenschaftlichen Fakultät eine Promotion ermöglicht.
Während ihres Studiums besuchte sie nach eigenen Angaben Vorlesungen von prominenten NS-Professoren und Verfechtern des erbpathologischen Paradigmas: Neben den bereits genannten auch Hans F. K. Günther, Günther Hertwig, Paula Hertwig, Wilhelm Emil Mühlmann, Hans Reinerth, Hans Reiter, Bruno Kurt Schultz, Eduard Spranger, Richard Thurnwald und Otto Wuth.
Ein ursprünglich von ihrem Hochschullehrer Kurt Gottschaldt vorgeschlagenes Thema ignorierte sie und brach auch die Besuche seiner Vorlesungen ab. Anfang März 1943 legte sie stattdessen eine Arbeit „Lebensschicksale artfremd erzogener Zigeunerkinder und ihrer Nachkommen“ vor – ein Thema, das mit keinem Professor der Universität vereinbart worden war. Ihre Promotion bedurfte also prominenter Unterstützung. Sie besuchte, von Robert Ritter unterstützt, den emeritierten Eugeniker und ehemaligen NS-Rektor der Berliner Universität Eugen Fischer bei einem Kuraufenthalt in Baden-Baden. In einem Brief vom 4. März 1943 an „seine“ alte Universität bezeichnete Fischer die Psychologiestudentin Justin als „Anthropologin“. Am 12. März nahm die Universität die Dissertation an. Als indirekter Doktorvater sprang Ritter ein, der nicht zur Betreuung von Dissertationen berechtigt war. Gutachter der Dissertation waren Richard Thurnwald und Ritter, abschließend Fischer.
In ihrem Schreiben zur Promotion berief sich Justin auf weitere Protektion von Hans Reiter, dem Leiter des Reichsgesundheitsamtes, Herbert Linden vom Reichsministerium des Innern und Paul Werner, der im Reichskriminalpolizeiamt für vorbeugende Verbrechensbekämpfung zuständig war.
Die „völkerkundliche Feldforschung“ (Thurnwald) für ihre Dissertation fand im Frühherbst 1942 für sechs Wochen im katholischen Kinderheim St. Josefspflege in Mulfingen (Württemberg) statt, wo insgesamt etwa 70 Heimkinder lebten. Darunter fanden sich auch 40 sieben- bis 16-jährige Sinti-Kinder von Mulfingen, die aufgrund verschiedener behördlicher Zwangsmaßnahmen zusammengezogen worden waren. Die „deutschblütigen“ Kinder des Heimes wurden von Justin nicht beachtet. Grundlage für die Zusammenführung in diesem Heim war der württembergische Heimerlass für „Zigeunerkinder“ vom 7. November 1938.
Ein Teil der Eltern war aufgrund von Heinrich Himmlers „Asozialenerlass“ vom 14. Dezember 1937 ins KZ eingewiesen, weitere Eltern waren infolge des „Auschwitz-Erlasses“ vom 16. Dezember 1942 deportiert worden oder ihnen waren die Kinder aufgrund der Denunziation einer NSV-Fürsorgerin entzogen und der Heimerziehung zugeführt worden. Auf die Sinti-Kinder von Mulfingen wurde Himmlers Auschwitz-Erlass zunächst nicht angewendet.
Die mündliche Prüfung fand am 24. März zwischen 9:15 und 10:15 in Ritters Privatwohnung statt; Fischer, der Justin in Anthropologie u. a. über Rothaarige prüfte, unterbrach dafür seine Kur. Wolfgang Abel führte eine „weltanschauliche“ Besprechung durch, der Völkerkundler Thurnwald befragte sie zu „afrikanischen Wildbeutervölkern“. Fischer gab ihr ein „knappes gut“, Abel: „sehr gut“, Thurnwald: „gut“.
Die Rohabzüge der Dissertation wurden am 5. November 1943 verschickt, die endgültige Druckfassung am 9. März 1944 ausgeliefert. Damit war Justins Promotionsverfahren abgeschlossen. Wenige Tage später, „jetzt konnte Justin sicher sein, dass sie ihr ‚Untersuchungsgut‘ nicht mehr benötigte“ (Gilsenbach), gab die Polizei dem Kinderheim bekannt, dass ein Abtransport der Kinder in ein „Zigeunerlager“ geplant sei. 39 Sinti-Kinder wurden am 9. Mai 1944 deportiert, sie trafen am 12. Mai 1944 im Zigeunerlager Auschwitz ein. Im August 1944 wurden diese Kinder bis auf vier im KZ Auschwitz-Birkenau in der Gaskammer getötet.
In ihrer Dissertation schrieb Justin, dass „Zigeuner durch ihre mangelhaften Anpassungsfähigkeiten in der Regel doch mehr oder weniger asozial“ würden. Fast alle Zigeuner und Zigeunermischlinge seien durch eine mehr oder weniger große Haltschwäche […] gefährdet. Es würde immer neues „minderwertiges Erbgut“ in den deutschen „Volkskörper“ einsickern. „Das deutsche Volk braucht aber zuverlässige und strebsame Menschen und nicht den zahlreichen Nachwuchs dieser unmündigen Primitiven.“ Aus diesen Gründen trat sie vehement für die Zwangssterilisation von Sinti- und Romafrauen ein.

### Gutachten und Arbeit in der RHF
Nach 1943 arbeitete Eva Justin weiter als wissenschaftliche Assistentin in der RHF. Dort unterzeichnete sie allein zwischen Februar und Oktober 1944 1320 Rassegutachten. So schrieb sie an die staatliche Kriminalpolizei Berlin am 10. Juli 1944 über die rassische Zuordnung einer Familie von fünf Musikern aus Ungarn:

„Während das Äußere der Familienangehörigen nicht gerade typisch zigeunerisch ist, sondern – abgesehen von der Mutter – an Neger-Bastarde denken läßt, sprachen Gestik, Affektivität und Gesamtverhalten nicht nur für artfremde, sondern gerade auch für zigeunerische Herkunft. Die unechte Art scheinbar urbanen Auftretens, die Anpassung an sich flacher emotioneller Regungen an die jeweilige Umweltwirkung, die Uneinsichtigkeit und Urteilsschwäche gegenüber sachlichen Erwägungen und Folgerungen, die Standpunktlosigkeit und Unfestigkeit innerer Stellungnahme zeugen bei aller Schläue und Verschlagenheit von einer im Kern vorhandenen hochgradigen Naivität und Primitivität, wie man sie in dieser gelockerten Art bei sesshaften Europäern mit gezüchtetem Arbeitssinn nicht trifft.“

### Arbeit in Jugendkonzentrationslagern
1943 waren Ritter und Mitarbeiterinnen kriegsbedingt von Berlin auch nach Fürstenberg/Havel umgezogen und hatten dort in der Sicherheitspolizeischule Drögen neues Quartier gefunden. Am anderen Ortsende von Fürstenberg lag das Frauenkonzentrationslager Ravensbrück. In den „Jugendschutzlagern“ Moringen für männliche und Uckermark für weibliche Häftlinge waren Ritter und Justin für die Begutachtung der Jugendlichen zuständig.

### Nachkriegszeit
Bei Kriegsende lebte Eva Justin gemeinsam mit ihrem bisherigen Vorgesetzten Robert Ritter und Helene Bremer in der evangelischen Heil- und Pflegeanstalt in Mariaberg im Landkreis Sigmaringen. Auch aus Mariaberg wurden Patienten zur Zwangssterilisation vorgeschlagen oder in die nahe gelegene Tötungsanstalt Grafeneck verlegt. Anfang August 1946 verließ Ritter, nachdem er erfolglos versucht hatte, Leiter dieser Anstalt zu werden, gemeinsam mit Eva Justin bei „Nacht und Nebel“ Mariaberg. Er kam so einer Kündigung aufgrund des Dauerkonflikts mit der Anstaltsleitung zuvor.
Nach dem Ende des NS-Regimes bezeichnete Justin sich im Fragebogen des Entnazifizierungsverfahrens als „politisch nicht belastet“ und gab lediglich die Mitgliedschaft im Roten Kreuz und der Arbeitsfront zu.
Im März 1948 wurde sie, obwohl sie niemals psychologisch mit Kindern gearbeitet hatte und auch kein Examen oder einen sonstigen Abschluss in Psychologie besaß, als Kriminalpsychologin in Frankfurt am Main angestellt. Ihr Vorgesetzter war wiederum Robert Ritter, der seit dem 1. Dezember 1947 für die Stadt Frankfurt arbeitete. In der Folgezeit erstellte sie psychologische Gutachten über schwererziehbare Kinder. Justin und Ritter gaben in dieser Zeit auch die von ihnen unterschlagenen Akten des Reichsgesundheitsamtes, also die Planungsunterlagen des Völkermordes an den europäischen Roma, an Polizeibehörden und ehemalige Mitarbeiter der Forschungsstelle weiter.
1958 ermittelte die Frankfurter Staatsanwaltschaft unter der personellen Zuständigkeit des hessischen Generalstaatsanwalts Fritz Bauer gegen Justin und verkündete, das Verfahren solle „die nationalsozialistischen Vernichtungsmaßnahmen gegen Zigeuner aufklären“. Nach umfangreicher Beweiserhebung konstatierte die Staatsanwaltschaft zwar, dass die von Eva Justin angefertigten „Rassenhygiene-Gutachten“ über Roma der Gruppen „Sinte“, „Gelderari“, „Lallerie“, „Lowari“, „Roma aus Ungarn“ die Grundlage für deren Deportation nach Auschwitz und anschließende Ermordung gewesen seien, konnte aber nicht nachweisen, dass Justin die Folgen ihres Tuns gekannt habe. Andere zweifelsfrei bewiesene Handlungen wie die Zwangssterilisationen wurden als verjährt eingestuft. Im Dezember 1960 stellte die Staatsanwaltschaft das Ermittlungsverfahren gegen Justin ein.
Bis 1962 begutachtete Justin für die Stadt Frankfurt „Zigeuner“, darunter auch solche, die sie vor 1945 für die Rassenhygienische Forschungsstelle begutachtet hatte. Aufgrund eines Fernsehfilms von Irmgard und Valentin Senger wurde sie versetzt.
1963 trat Justin zum katholischen Glauben über. 1964 nahm sie Feldforschungen in einem Wohnwagen- beziehungsweise sogenannten „Zigeunerlager“ bei Frankfurt-Bonames vor und war danach als Angestellte der Universitäts-Nervenklinik in Frankfurt am Main tätig. Im September 1966 starb sie an Krebs.

### Belletristik
- Ute Bales: Bitten der Vögel im Winter. Rhein-Mosel-Verlag, Zell/Mosel 2018, ISBN 978-3-89801-402-1. Biographischer Roman zu Eva Justin.